# Ce n'est pas la fin du monde
 (mars 2017).
Ce n'est pas la fin du monde (titre original: It's not the end of the world) est un roman de littérature jeunesse de Judy Blume  paru en 1972.

## Résumé
Karen, 12 ans, a le sentiment que son monde s’effondre. Alors que ses parents se disputent de plus en plus, Karen apprend que son père a demandé le divorce et va déménager de la maison. Alors, la jeune Karen doit apprendre à accepter la réalité telle qu'elle est , Karen essaye tout pour éviter le divorce de ses parents mais un jour …

## Personnages
- Karen : le personnage principal. Cette jeune adolescente est effrayée et perturbée par le divorce imminent de ses parents.
- Debbie : la meilleure amie de Karen. Elle est décrite comme étant jolie, drôle et agréable. Elle a un faible pour le frère de Karen, Jeff, qui la taquine.
- Eleanor « Ellie » Newman : la mère de Karen.
- William « Bill » Newman : le père de Karen.
- Gary Owens : le garçon pour lequel Karen avait le béguin avant qu’il ne déménage au Texas. Même si ce n’est pas mentionné, Karen pense qu’il aime bien sa meilleure amie, Debbie.
- Mme. Singer : l’enseignante de Karen. Selon Karen, elle était une enseignante gentille appréciée, avant qu’elle ne se marie pendant l’été et ne devienne une sorcière.
- Jeffrey « Jeff » : le frère ainé de Karen. Un beau garçon de quatorze ans, intéressé par les filles et la musculation. Il adore taquiner gentiment Debbie.
- Amy : la sœur cadette de Karen, qui a six ans, décrite comme plutôt ordinaire et aimant faire des devinettes.
- Valerie « Val » : la nouvelle amie de Karen. Les parents de ‘Val’ sont divorcés, et a l’impression de connaitre tout au divorce.
- Mary Louise : une amie de Jeff, décrite comme étant enrobée.
- « Garfa » : le grand-père de Karen, de qui elle est proche. Le nom ’Garfa’ vient de l’époque où Jeff était enfant et n’arrivait pas à prononcer ‘Grandpa’.
- Petey Mansfield : le meilleur ami de Jeff.
- Tante Ruth : la sœur d’Ellie. Elle déteste Bill.
- Oncle Dan : le mari de tante Ruth.
- Miaou : le chat de Karen.